# Nicomekl River
Nicomekl River är ett vattendrag i Kanada.   Det ligger i provinsen British Columbia, i den södra delen av landet, 3 500 km väster om huvudstaden Ottawa.
Runt Nicomekl River är det tätbefolkat, med 982 invånare per kvadratkilometer.